# 布拉姆威爾 (愛達荷州)
布拉姆威爾（英語：Bramwell）是位於美國愛達荷州傑姆縣的一個非建制地區。該地的面積和人口皆未知。

## 地理
布拉姆威爾的座標為43°50′18″N 116°34′58″W / 43.83833°N 116.58278°W，而該地的平均海拔高度為722米（即2369英尺）。